# Grote brand van Rome
De grote brand van Rome was een stadsbrand die in de nacht van 18 juli op 19 juli 64 ontstond in de winkels die gevestigd waren onder de houten tribunes van het Circus Maximus. Doordat de meeste huizen in Rome eveneens van hout gemaakt waren, kon het vuur razendsnel om zich heen grijpen. De vuurzee sloeg over naar het Forum Boarium en de Aventijn en verwoestte vervolgens de keizerlijke paleizen op de Palatijn. Het duurde vijf dagen voor men de brand onder controle kreeg. In die tijd waren er drie wijken volledig verwoest, zeven wijken waren zwaar beschadigd en maar vier van de veertien wijken in Rome werden gespaard. De brand kon aan de voet van de Esquilijn worden gestopt door een groot aantal huizen en een pas gebouwd deel van Nero's nieuwe paleis neer te halen.

## Tijdens de brand
Nero was tijdens het ontstaan van de brand in zijn villa in de stad Antium en hem werd laksheid verweten, omdat hij pas naar Rome wilde komen toen de enorme omvang van de brand bekend werd. De Romeinse historici Cassius Dio en Suetonius schrijven dat Nero tijdens de brand een toneelkostuum aantrok en een oud Grieks lied over de vernietiging van de stad Ilium zong. Tacitus, die zelf negen jaar oud was tijdens de brand, doet dit echter af als een gerucht. Volgens Tacitus haastte Nero zich terug naar Rome om een grote hulpactie te organiseren, die hij uit eigen middelen betaalde. Zo opende hij zijn paleizen voor de daklozen en deelde gratis voedsel uit.

## Nasleep
Na de brand verordende Nero nieuwe bouwregels voor de stad. Huizen mochten niet meer te dicht op elkaar staan en moesten aan de voorzijde van een porticus voorzien zijn, zodat de brandweerlieden van daarop de hogere verdiepingen konden bereiken.
Ook liet hij een nieuw paleis bouwen in een deel van de stad dat door de brand verwoest was, het zogenaamde Domus Aurea (="Gouden Huis"). Hierdoor ontstonden de geruchten dat Nero zelf opdracht had gegeven om de brand aan te steken, zodat ruimte kon gemaakt worden voor zijn grote bouwprojecten. Velen beschuldigden hem van egoïsme en egocentrisme. Hij liet daarop voor een betere uitleg de goden en orakels raadplegen, maar toen die niet gevonden werd legde hij de schuld van de brand bij de christenen, aanhangers van een relatief nieuw geloof in de stad. Die waren niet geliefd bij de Romeinen en konden eenvoudig als zondebok gebruikt worden. De keizer liet hen op wrede wijze in zijn circus om het leven brengen. Sommigen werden gekleed in dierenhuiden en daarna verscheurd door wilde honden, anderen werden gekruisigd en in brand gestoken om als nachtelijke verlichting te dienen. Nero woonde deze vertoningen, staande op een wagen en gekleed in het kostuum van een wagenmenner, persoonlijk bij.